# Dodge
Dodge é uma marca de automóveis e veículos comerciais pertencente à Stellantis.

## História

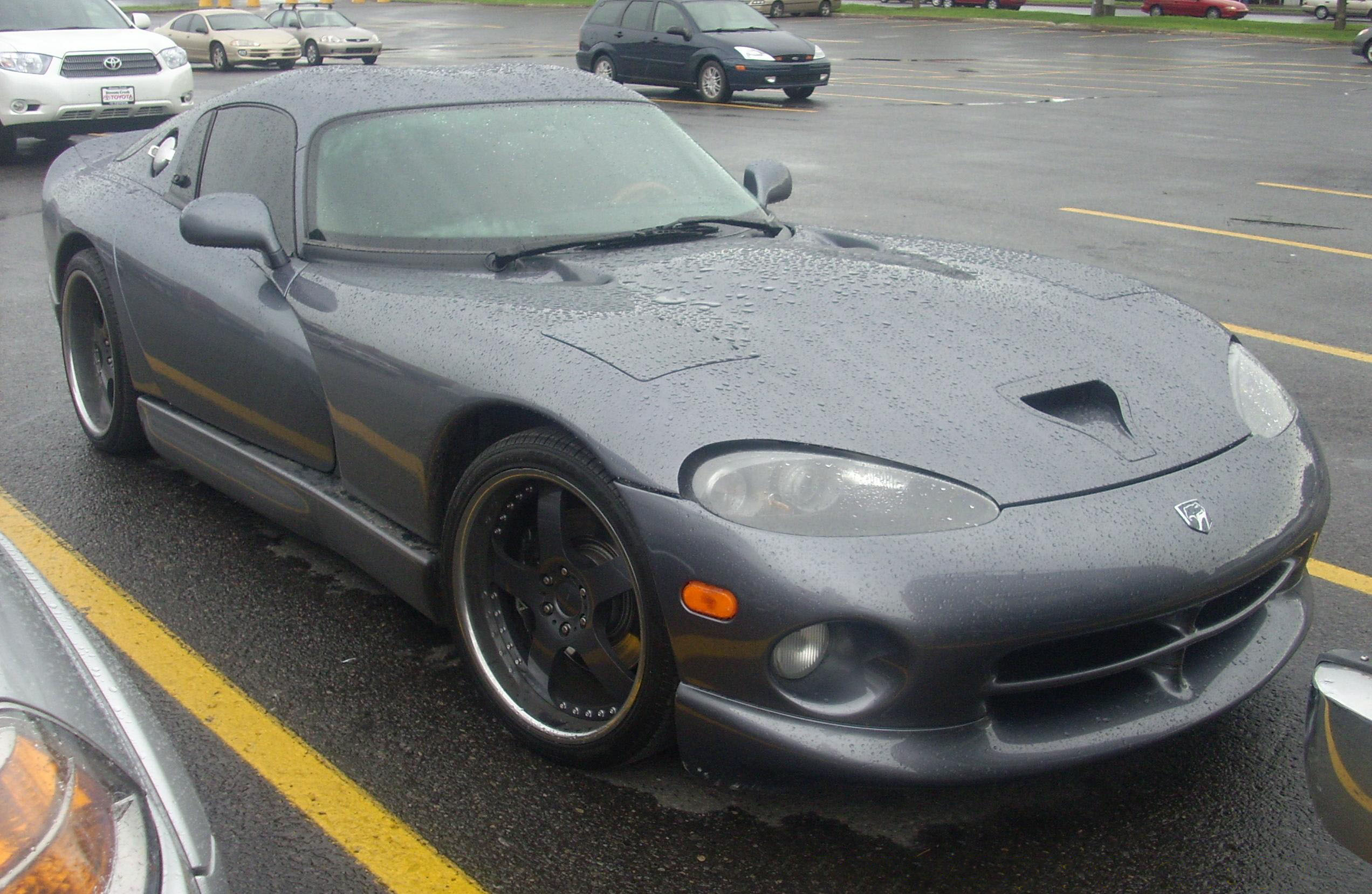
Dodge Viper, um dos esportivos mais famosos da marca

A Dodge tem uma longa história, no início de 1900, os irmãos John Francis Dodge e Horace Elgin Dodge decidiram construir um automóvel diferente. Começaram com a produção de peças e, em 1914, desenvolveram sua indústria automobilística. Nos anos 1920 os irmãos faleceram, e em 1928 a Dodge Brothers passou a integrar a Chrysler Corporation.
O carneiro montanhês foi adicionado em 1932 aos automóveis Dodge como ornamento do capô, simbolizando estilo agressivo, força e robustez.

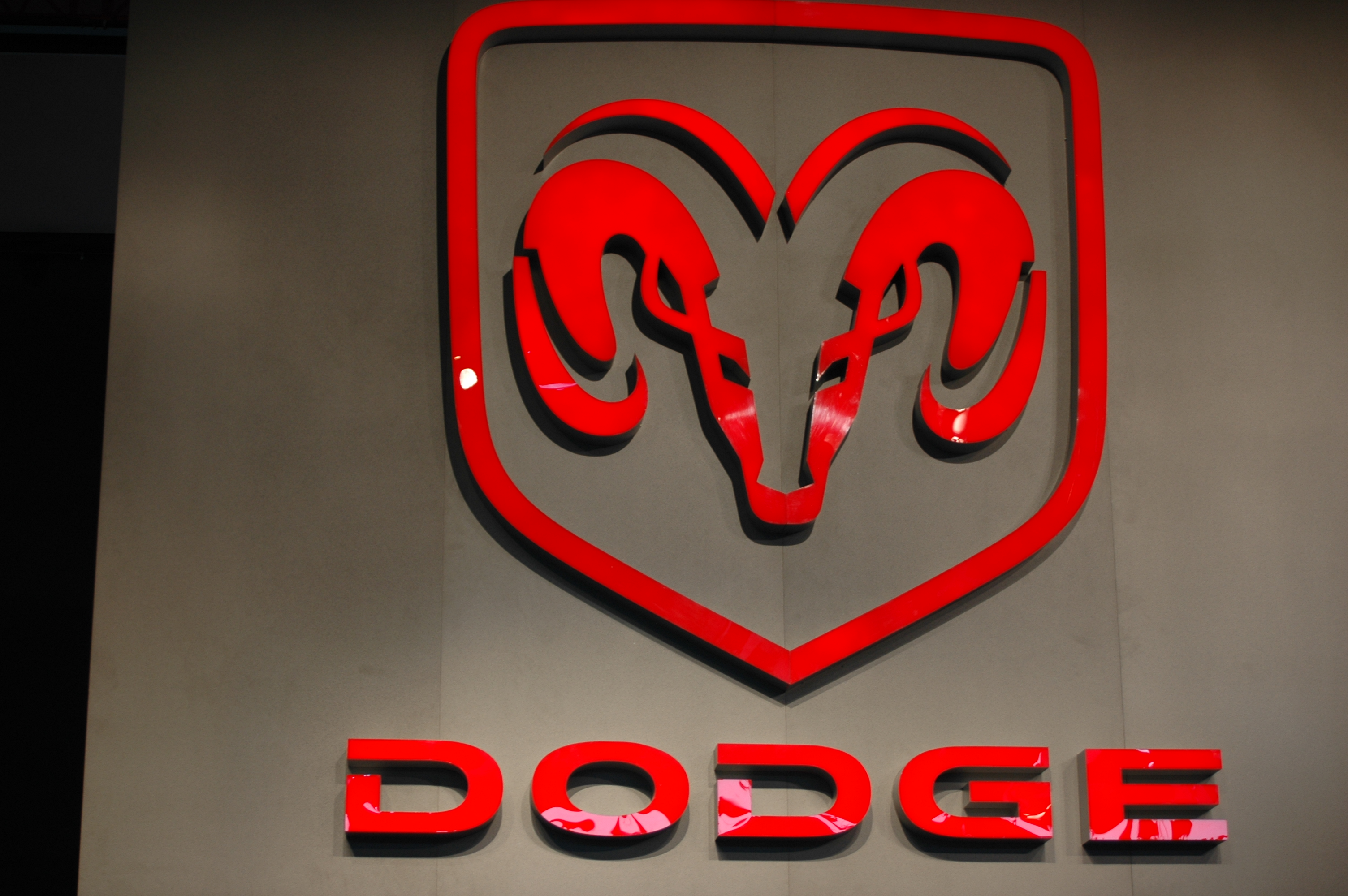
Símbolo utilizado no modelo Dodge Ram

Em 1934, a Chrysler precisava aumentar as vendas do DeSoto, sua marca existente entre Plymouth e Dodge. Com isto, melhorou o acabamento do modelo e lançou na marca a nova carroceria Airflow, que era a mais cara da Chrysler. Com isto, a Dodge deixaria de ser a marca de luxo abaixo dos modelos Chrysler. Na década de 50, a Chrysler decide que a Dodge enfrente de vez sua grande rival, a Pontiac. Com isto, nasceriam novos modelos, como o Dodge Royal, focado no melhor custo e na esportividade. Fato que ficaria notório na era dos Muscle Cars, com o Charger e o Pontiac GTO Judge sendo os maiores expoentes - e eternos rivais - do gênero.

## Modelos
- Dodge 100 "Commando"
- 1955 Dodge
- 1958 Dodge
- Dodge 330
- Dodge 400
- Dodge 50 Series
- Dodge 500
- Dodge 600
- Dodge Custom 880
- Dodge A100
- Dodge Aries
- Dodge Aspen
- Dodge Avenger
- Dodge B Series
- Dodge B-series van
- Dodge Bluesmobile
- Dodge C Series
- Dodge Caliber
- Dodge Caravan
- Dodge Challenger
- Dodge Charger
- Dodge Charger (L-body)
- Dodge Charger (LX)
- Dodge Charger (B-body)
- Dodge Charger (1999 concept)
- Dodge Charger Daytona
- Dodge Colt
- Dodge Copperhead
- Dodge Coronet
- Dodge D Series
- Dodge Adventurer
- Dodge D-500
- Dodge Dakota
- Dodge Dart
- Dodge Daytona
- Dodge Demon Concept
- Dodge Demon
- Dodge Diplomat
- Dodge Durango
- Dodge Dynasty
- Dodge EPIC
- Dodge Fluid Drive
- Dodge Hornet
- Dodge Intrepid
- Dodge Intrepid ESX
- Dodge Journey
- Dodge Kahuna
- Dodge Kingsway
- Dodge La Femme
- Dodge Lancer
- Dodge LeBaron
- Dodge M37
- Dodge M80
- Dodge MAXXcab
- Dodge Magnum
- Dodge Matador
- Dodge Meadowbrook
- Dodge Mirada
- Dodge Monaco
- Dodge Nitro
- Dodge Omni
- Dodge Omni 024
- Dodge Phoenix (Australia)
- Dodge Polara
- Dodge Power Wagon
- Dodge Powerbox
- Dodge Ram
- Dodge Ram Wagon
- Dodge Ram Van
- Dodge Ram 50
- Dodge Ram Daytona
- Dodge Ram SRT 10
- 2009 Dodge Ram
- Dodge Ramcharger
- Dodge Rampage
- Dodge Rampage Concept
- Dodge Razor
- Dodge Rebel
- Dodge SRT-4
- Dodge Shadow
- Dodge Sidewinder
- Dodge Slingshot
- Dodge Spirit
- Dodge St. Regis
- Dodge Stratus
- Dodge Super 8 Hemi
- Dodge Super Bee
- Dodge Tomahawk
- Dodge Town Wagon
- Dodge Venom
- Dodge Viper
- Dodge Warlock
- Dodge ZEO

## No Brasil

### Os modelos fabricados no Brasil
- Dart Sedan: modelos de 1969 a 1981.
- Dart Coupé: modelos de 1970 a 1981.
- Charger LS: modelo esporte, fabricado de 1971 a 1975.
- Charger R/T: modelo esporte com mais potência e acabamento diferenciado, fabricado de 1971 a 1980.
- Dart SE: série com visual esportivo, era um Dart coupé com acabamento simplificado, fabricado de 1972 a 1975.
- Dart Gran Sedan: modelos top de linha com carroceria de 4 portas, fabricado de 1973 a 1978.
- Dart Gran Coupé: modelos top de linha com carroceria de 2 portas, fabricado de 1973 a 1975.
- 1800 ou Polara: sedan de porte médio. Chamado inicialmente de 1800, passou a se chamar Polara anos mais tarde. Foi fabricado de 1973 a 1981.
- Magnum: substituiu os Gran Coupé, fabricado de 1979 a 1981.
- LeBaron: substituiu os Gran Sedan, modelos de 1979 a 1981.
- Dakota: Picape média, fabricada de 1998 a 2001.

## Galeria de imagens

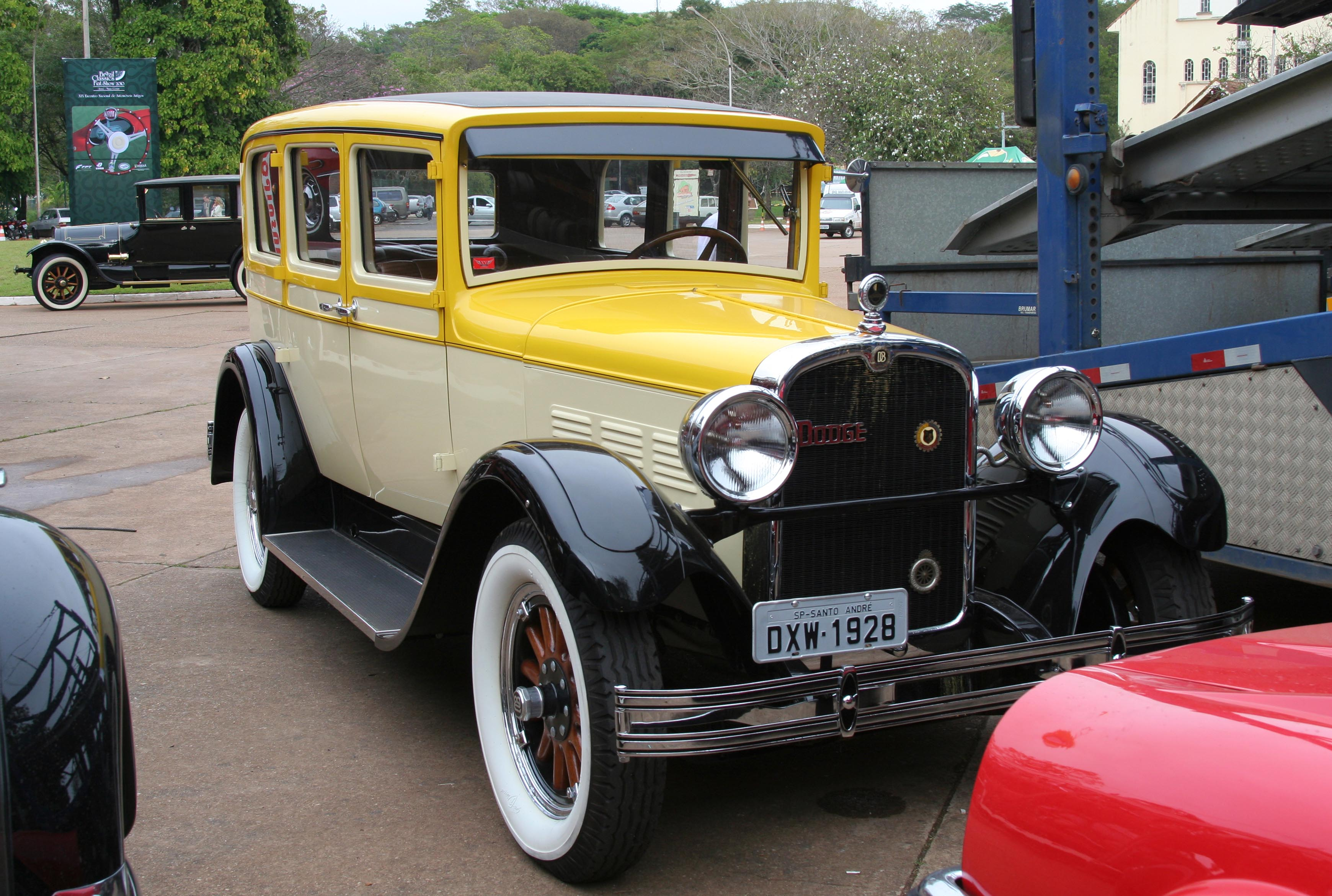
Dodge Brothers Victory Six Sedan 1928
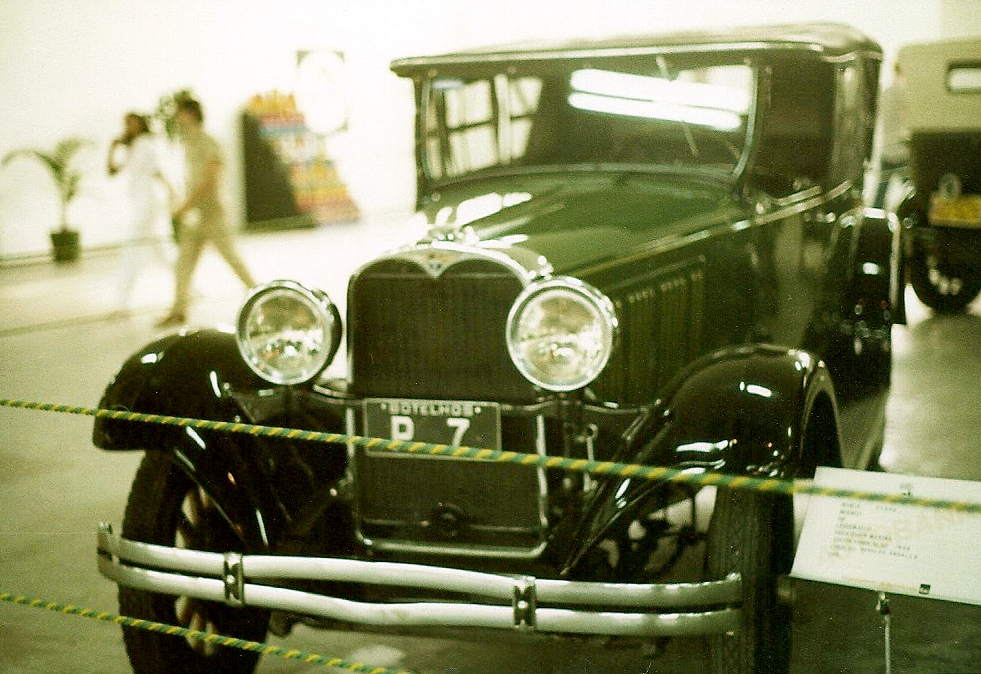
Dodge Brothers Senior Six Touring Phaeton 1929
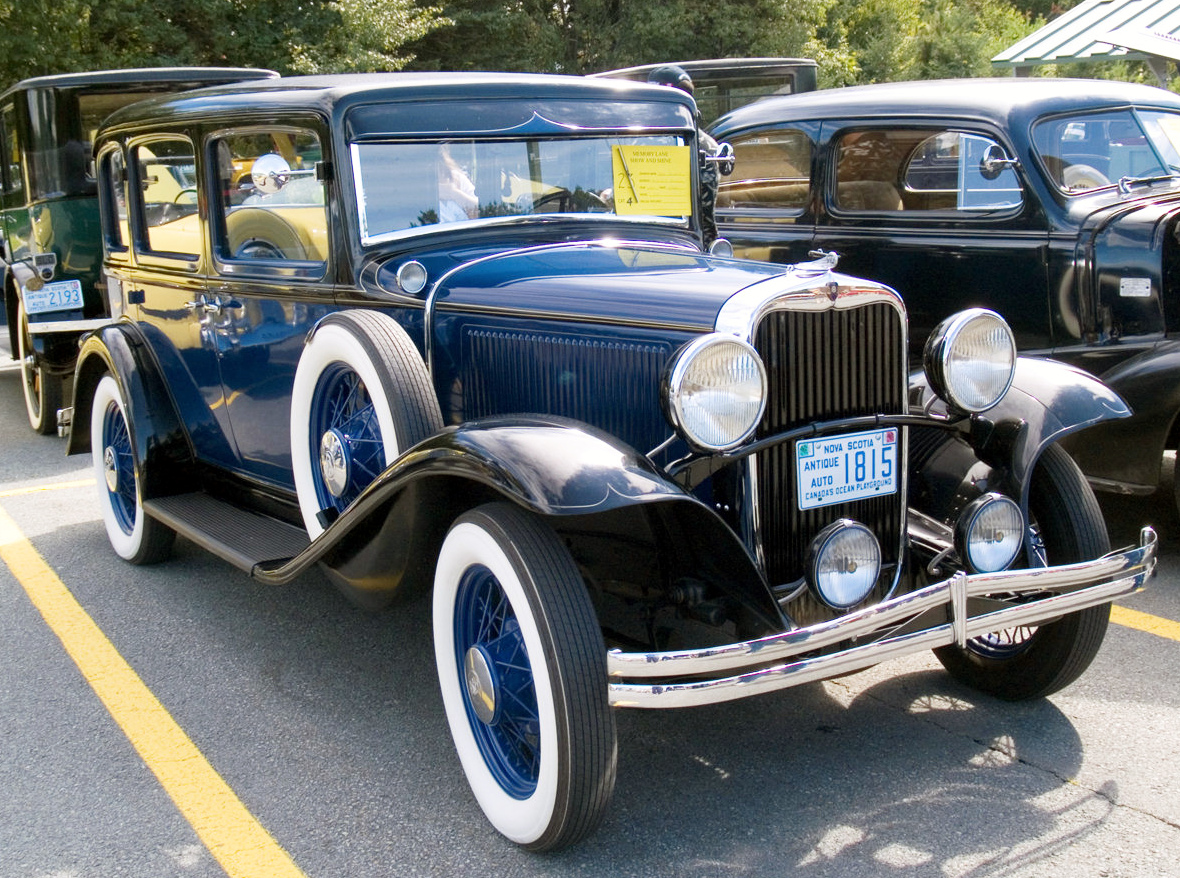
Dodge Brothers DG8 Sedan 1931
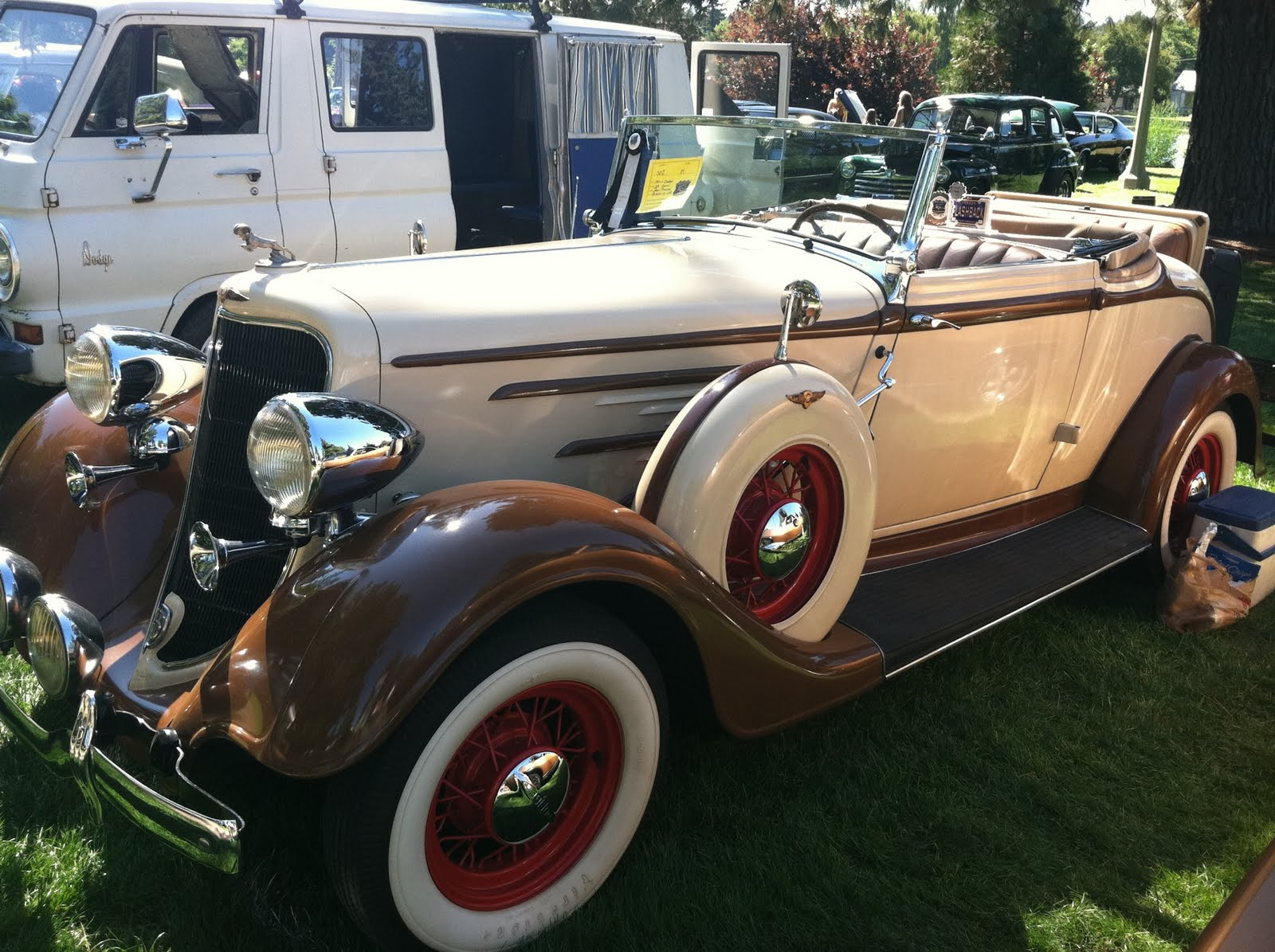
Dodge Brothers Cabriolet Roadster 1936
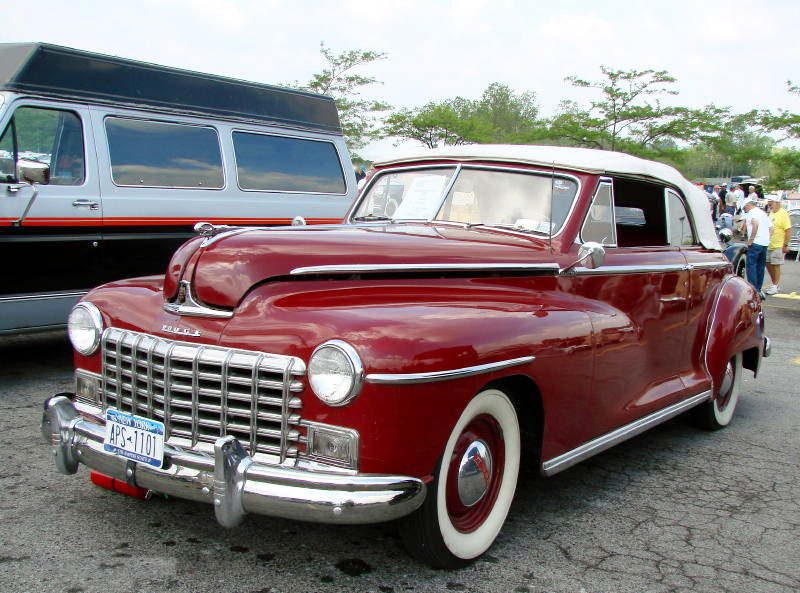
Dodge D24C Convertible Fluid Drive 1946
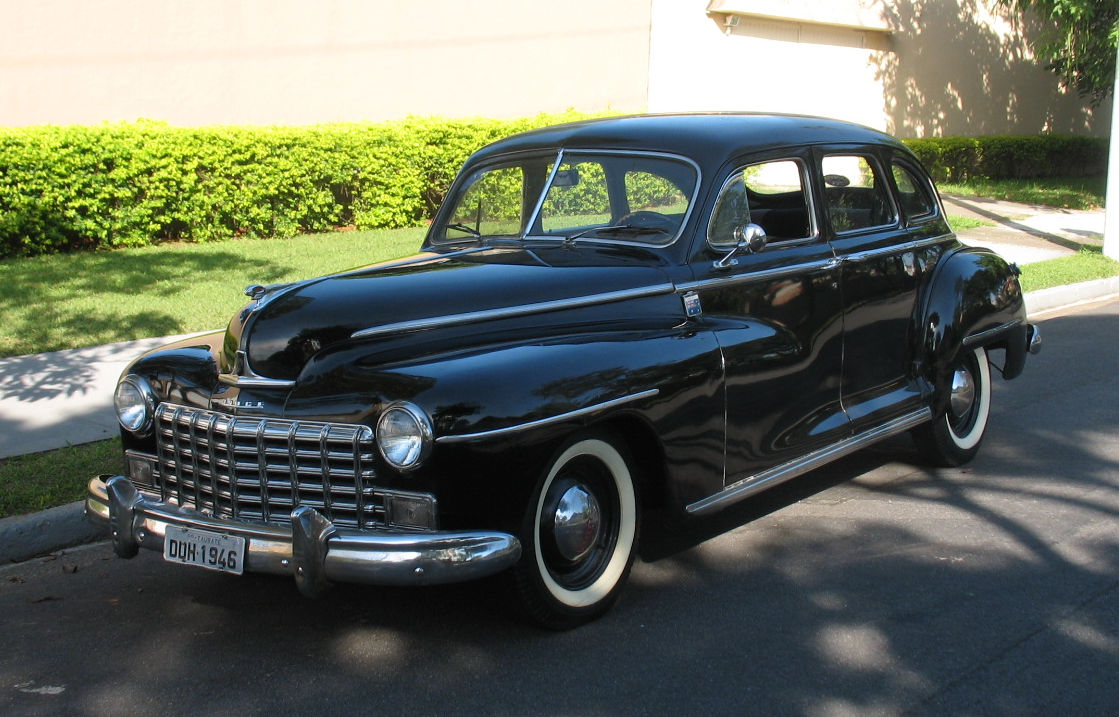
Dodge D24C Fluid Drive 1946
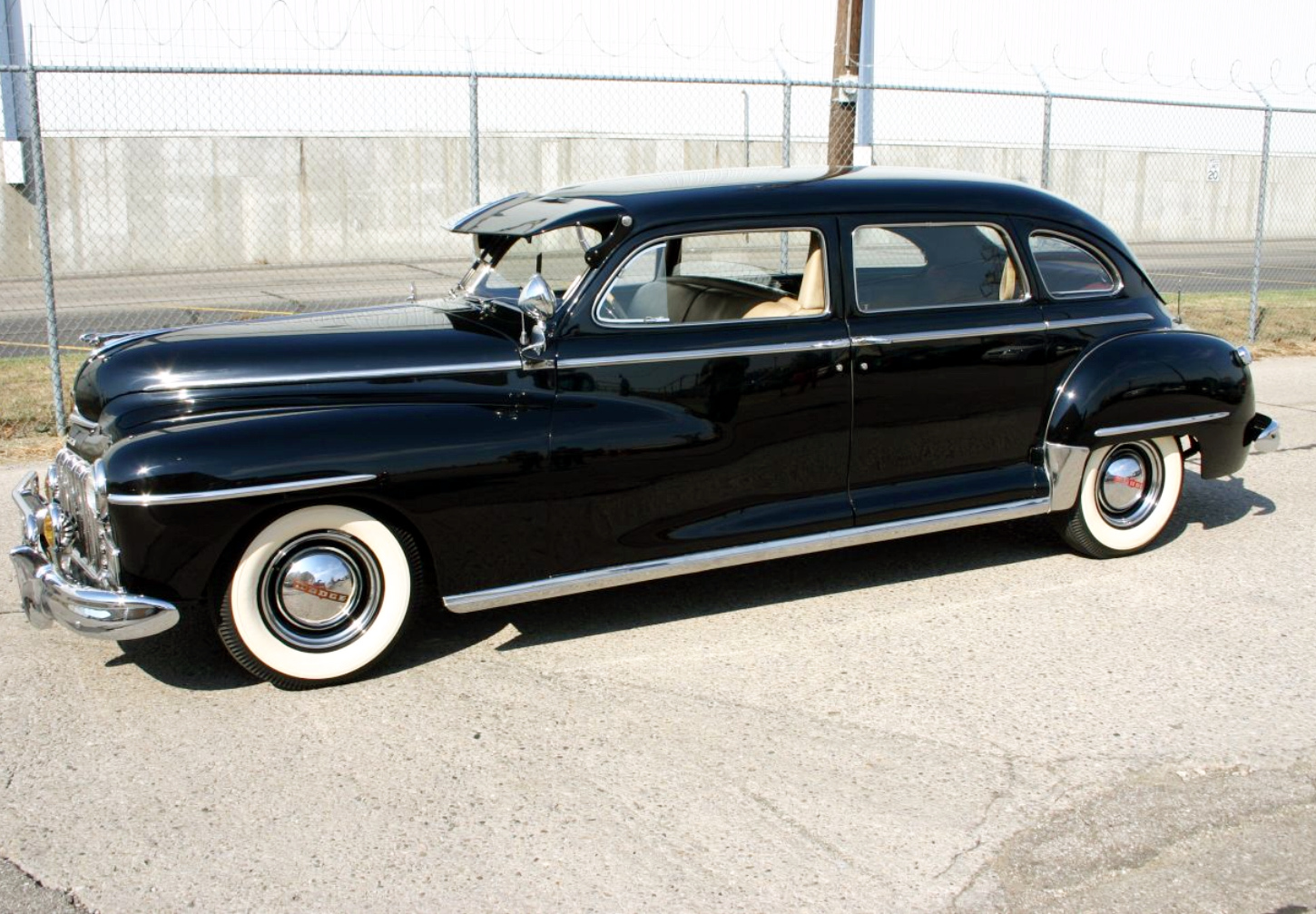
Dodge D4 Limousine 1947
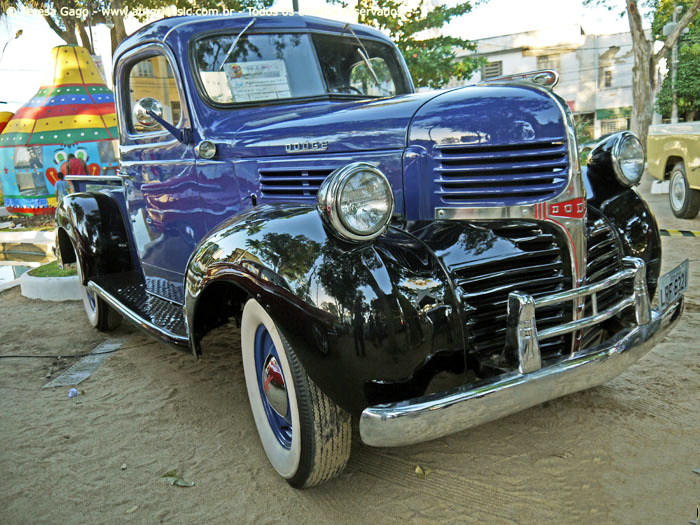
Dodge 1 ton Pick-Up 1948
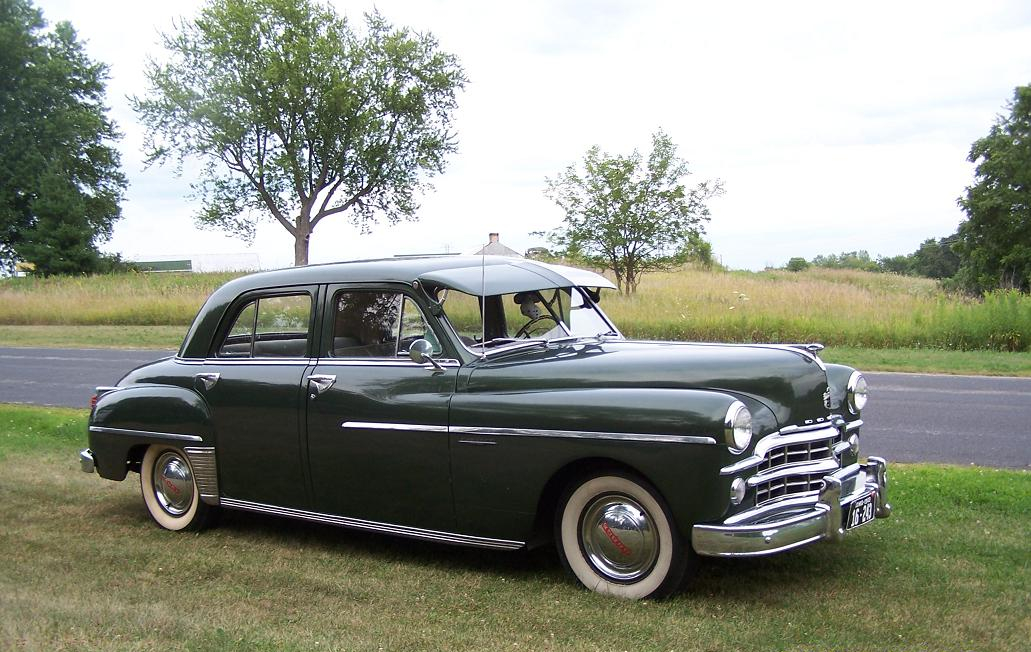
Dodge Coronet Fluid Drive 1949
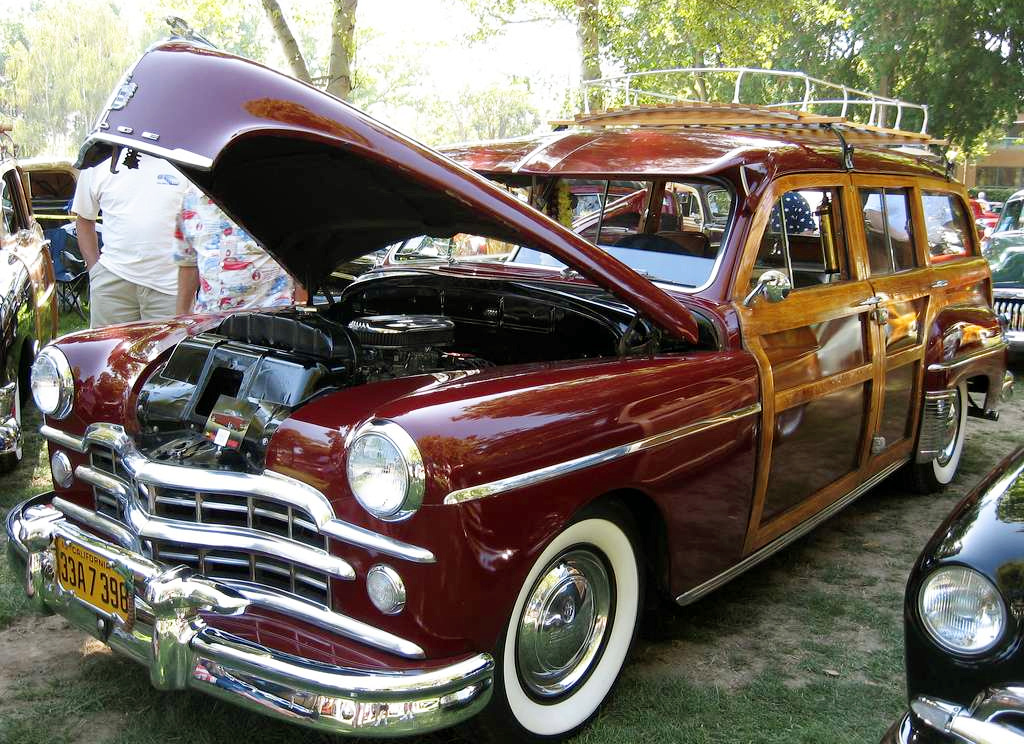
Dodge Coronet Woody Wagon Fluid Drive 1949
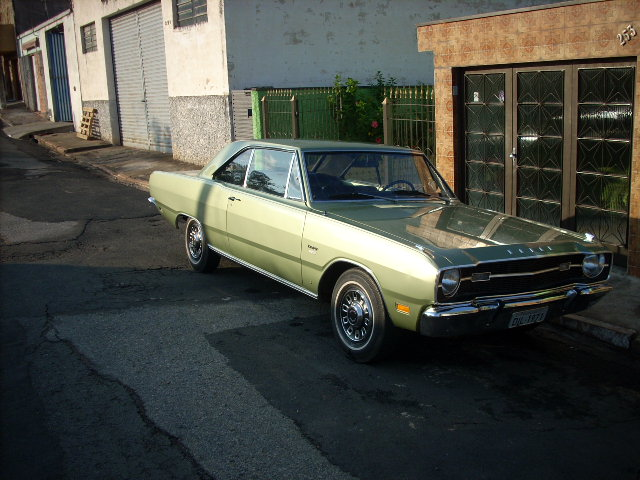
Dodge Dart Coupe 1971 brasileiro
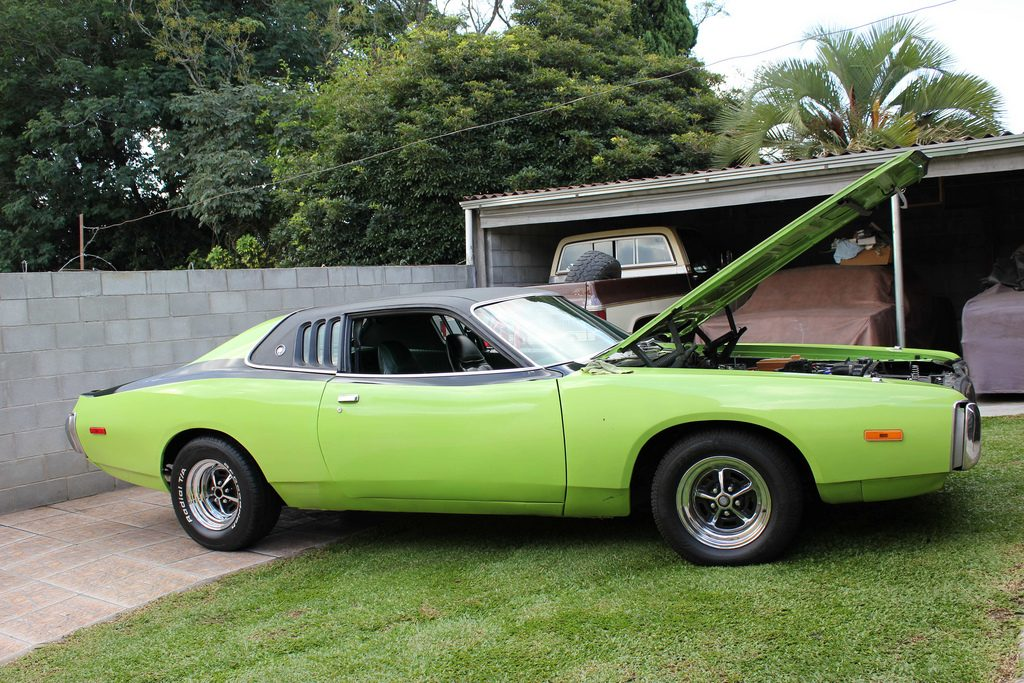
Dodge Charger 1973
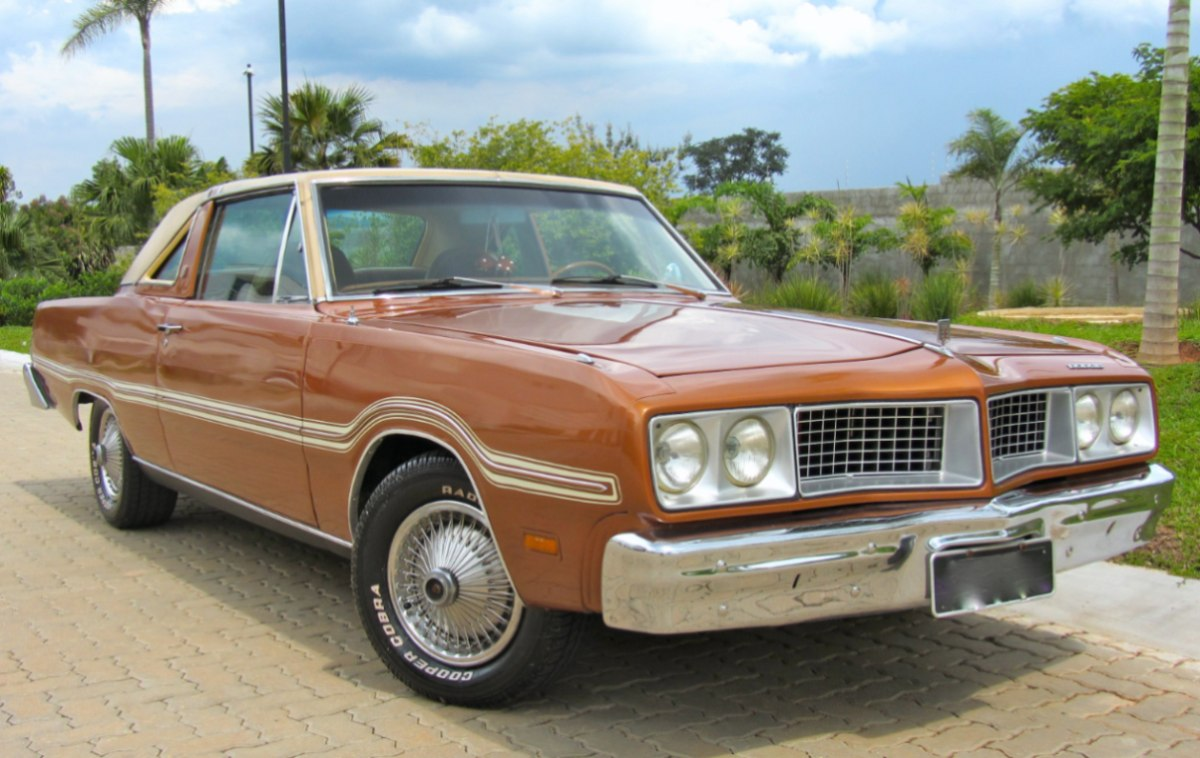
Dodge Magnun 1979 brasileiro
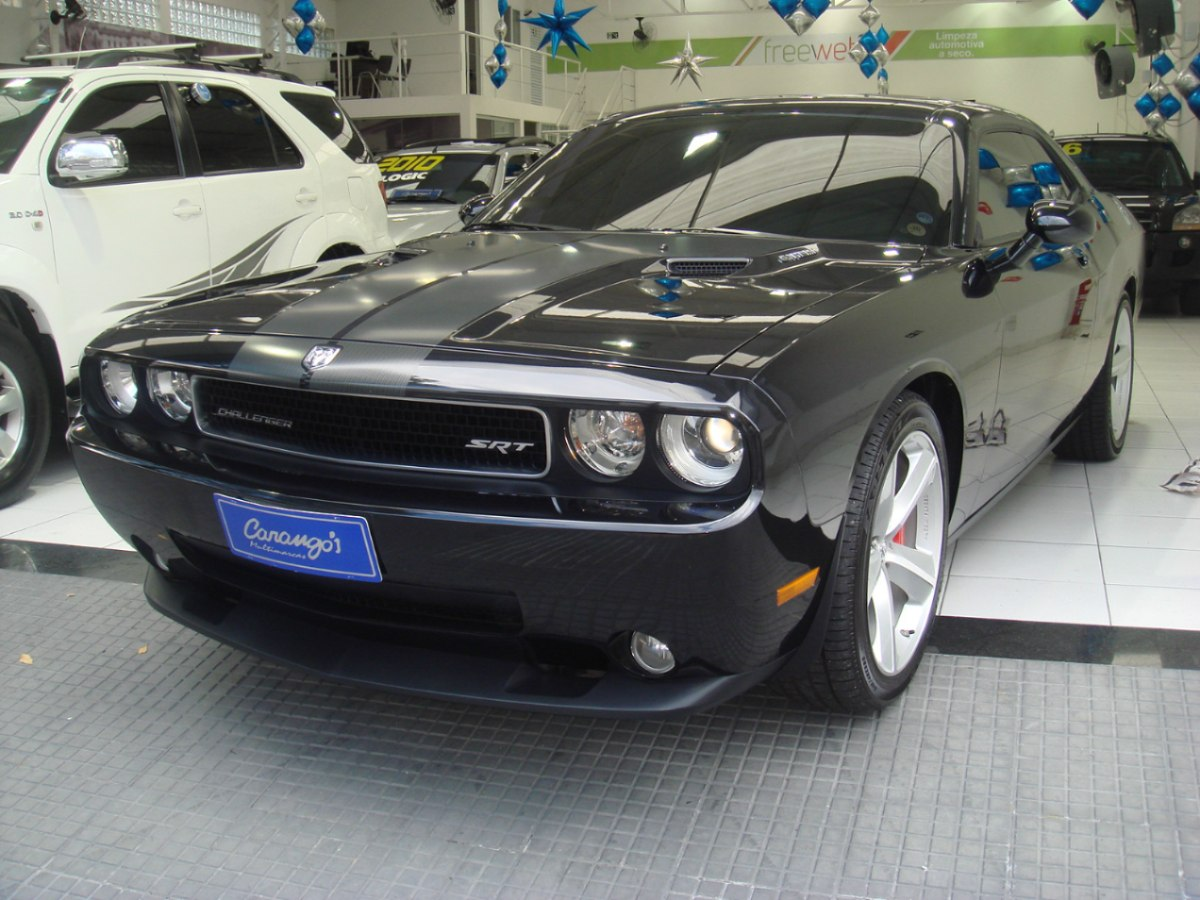
Dodge Challenger 2008
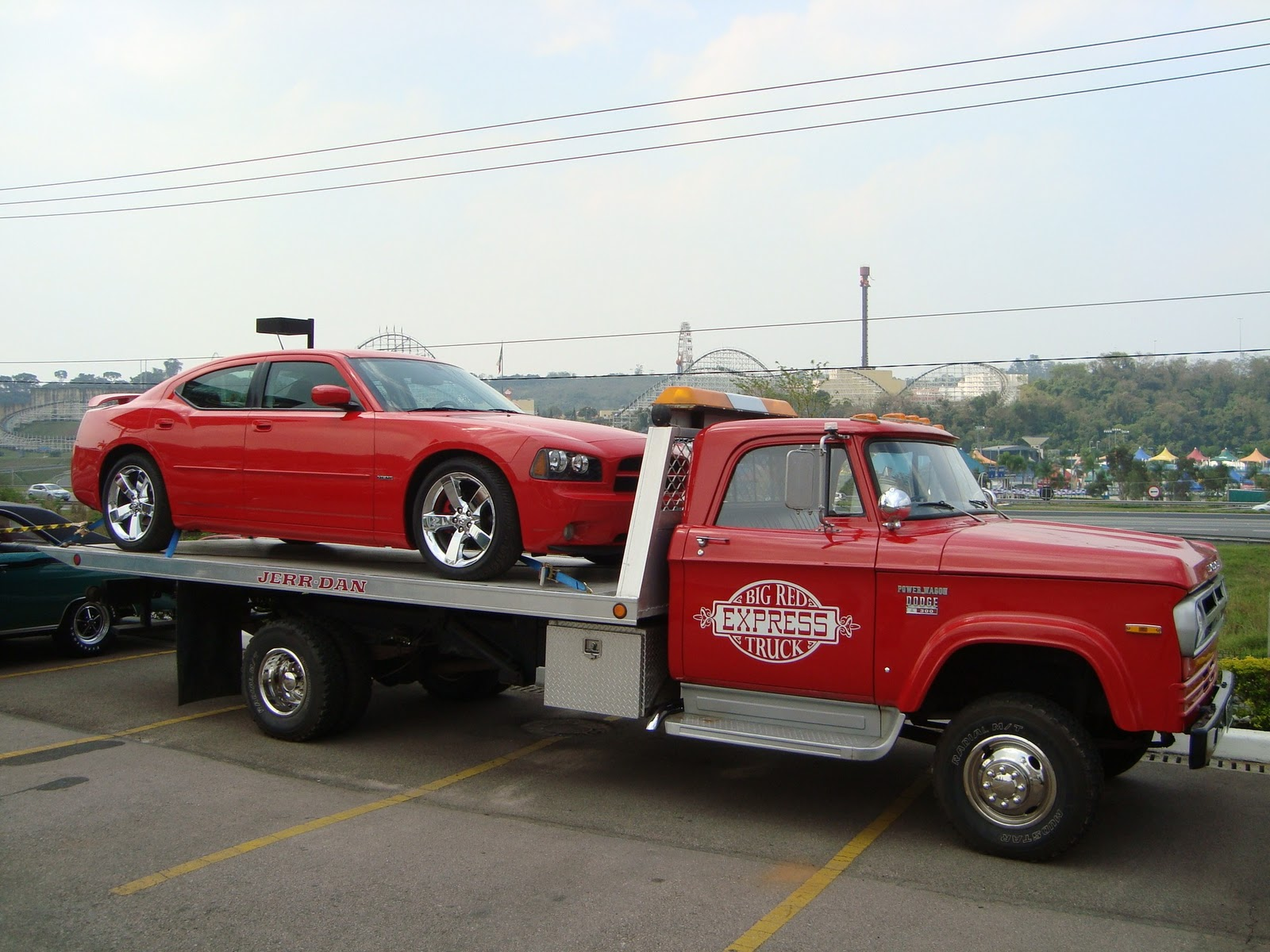
Dodge Charger R/T 2009 e caminhão Dodge D300 1972
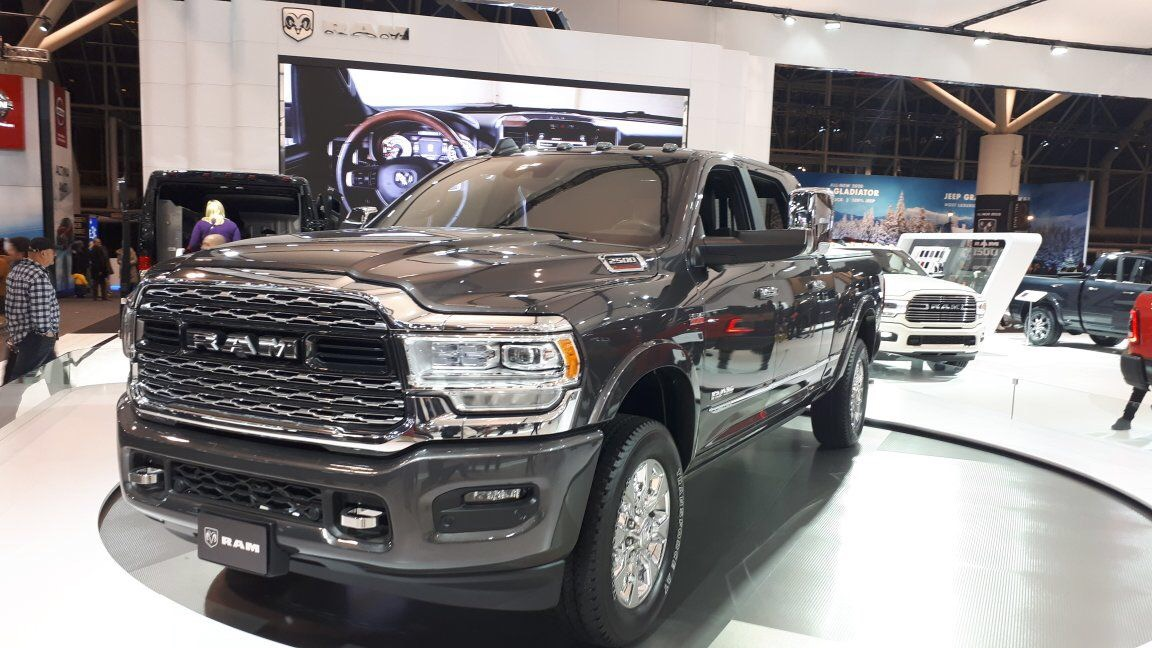
Dodge Ram 2500 2020
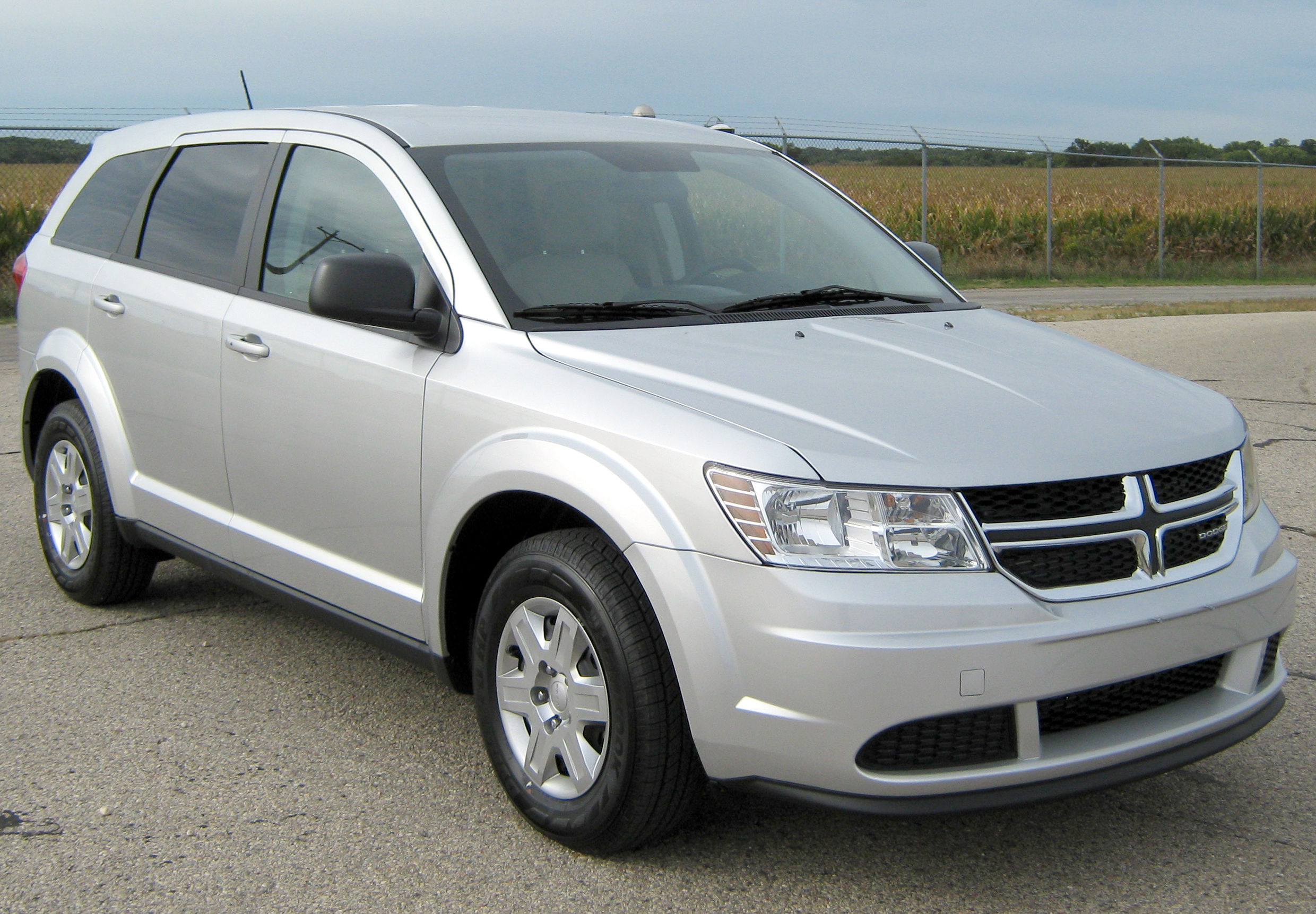
Dodge Journey 2012
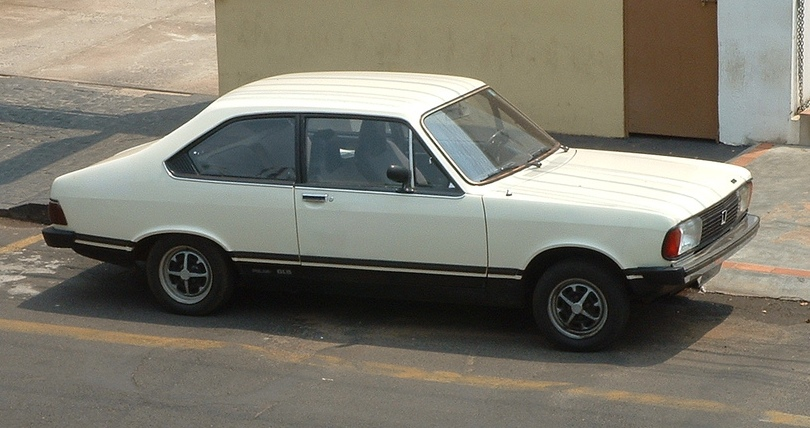
Dodge Polara brasileiro